# جاسم ویشکائی
جاسم ویشکائی (زادهٔ ۶ دی ۱۳۶۱ بندر انزلی)، کاراته‌کای ایرانی است. وی کاپیتان اسبق تیم ملی کاراته ایران بود.
جاسم ویشکائی، کاراته را از سال ۱۳۶۶ نزد استاد صیدگر در بندر انزلی آغاز کرد و از سال ۱۳۷۶ به عضویت تیم ملی درآمد. وی در مدت فعالیت خود در تیم ملی ایران، ۳ مدال طلا از قهرمانی جوانان آسیا، ۳ طلا،۲ نقره و۱  برنز از رقابت‌های امیدهای جهان، ۲ طلا، ۲ نقره و ۲ برنز از رقابت‌های قهرمانی بزرگسالان آسیا به دست آورد.
ویشکائی، همچنین مدال طلای جام آزاد بزرگسالان جهان، طلا، نقره و برنز قهرمانی جهان، نقره بازی‌های آسیایی بوسان و مدال طلای بازی‌های آسیایی دوحه و گوانگ‌ژو و بیش از ۱۰ مدال رنگارنگ از تورنمنت‌های معتبر دنیا کسب نموده‌است.
به اعتقاد بسیاری از کارشناسان این رشته ، اگر کاراته در زمان عمر ورزشی جاسم رشته ی المپیکی بود ، حداقل دو مدال طلا را برای او باید کنار می گذاشتند.
جاسم ویشکائی که هیچ وقت اهل حاشیه نبوده و همیشه بر اهداف و برنامه های ورزشی متمرکز بوده بالاخره سکوت خود را شکست و از عملکرد ضعیف تیم ملی کاراته ایران در مسابقات بازی‌های آسیایی ۲۰۲۲ و مسابقات قهرمانی کاراته جهان 2023 به شدت انتقاد کرد.